# Kaple svatého Antonína Paduánského (Lomnice)
Kaple svatého Antonína Paduánského je nemovitá kulturní památka v Lomnici. Zasvěcena je svatému Antonínovi z Padovy.

## Historie
Společně s velkou barokní přestavbou Lomnice, kterou provedl František Gabriel Serényi, musely ustoupit dřívější gotický kostelík a hřbitov novému konceptu náměstí. Proto nechal František Gabriel postavit nový hřbitov s hřbitovní kaplí na cestě k Ochozi u Tišnova, na tehdejším konci obce. Podle zaznamenaného data svěcení hřbitova se usuzuje, že byla postavena mezi léty 1669 a 1670.
Hřbitov byl v roce 1886 zrušen a nový obecní hřbitov byl poté založen na protější stráni, kde se rozkládá dodnes. Z původního hřbitova se dochovala hřbitovní zeď, která přiléhá ke kapli. Na novém hřbitově se na nejvyšší terase nachází hraběcí hrobka Serényiů. Dále je zde k vidění hrob avantgardního malíře Bohumíra Matala nebo rodičů spisovatele Josefa Uhra.

## Popis
Kaple je koncipována na kruhové centrále, zaklenuté kupolí, ke které přiléhá stejně vysoká čtvercová vstupní předsíň se zvonicí. Interiér, včetně oltáře, vytvořil brněnský sochař Mathias Thomasberger, který je taktéž autorem morového sloupu na náměstí Palackého.
V roce 2008 byla opravena šindelová krytina na kapli.